# You Never Give Me Your Money
You Never Give Me Your Money is een lied dat geschreven is door Paul McCartney van The Beatles. Zoals gebruikelijk in deze periode staat het op naam van Lennon-McCartney. You Never Give Me Your Money verscheen in september 1969 op het album Abbey Road, en is het eerste nummer van de Abbey-Road-Medley. In dezelfde medley verwijst Carry That Weight terug naar dit nummer.
Het is het eerste nummer dat opgenomen werd voor de medley. De backing track werd opgenomen in de Olympic Sound Studios in Barnes, Londen, en latere partijen werden opgenomen in de EMI Studios, Londen.

## Ontstaan
In de periode voor de opnames van Abbey Road, The Beatles' laatst opgenomen album, is de groepsdynamiek sterk veranderd. Na de dood van manager Brian Epstein nam McCartney grotendeels zijn activiteiten over. Lennon en zijn vrouw (sinds maart 1969) Yoko Ono tekenden buiten het weten van de andere bandleden om een contract met Allen Klein die hun persoonlijke adviseur werd. Ook Harrison en Starr werden overgehaald om met Klein in zee te gaan. McCartney stond hier sceptisch tegenover. Het nummer gaat grotendeels over het niet vertrouwen van Klein. In plaats van geld, zo valt te horen in het nummer, kreeg McCartney en de rest van The Beatles enkel 'funny paper' ('gek papier'), verwijzend naar het managementcontract met Klein. McCartney schreef het nummer toen hij bij zijn kersverse vrouw Linda McCartney in New York verbleef in maart 1969.

## Muzikale elementen
Het nummer is opgebouwd uit verschillende op zichzelf staande stukken, wat niet ongebruikelijk is voor het oeuvre van The Beatles (zie Happiness Is a Warm Gun, Cry Baby Cry, etc.). Eerst hoort men een pianoballade, waarna het nummer overgaat in een boogiewoogie-gedeelte. Dan volgen de gitaar-arpeggio's, om te eindigen met windgong.

## Muzikanten
Bezetting volgens Ian MacDonald
- Paul McCartney – zang, achtergrondzang, piano's, basgitaar, gitaren, windgong, tape-loops
- John Lennon – achtergrondzang, gitaren
- George Harrison – achtergrondzang, gitaren
- Ringo Starr – drums, tamboerijn